# Autobuses Santa Fe
Autobuses Santa Fe S.R.L., aussi connu sous le nom de Grupo Autobuses Santa Fe, est une société argentine spécialisée dans le transport en commun, basée dans la ville de Santa Fe, située dans la province du même nom. Elle exploite actuellement des lignes de bus dans différentes villes d'Argentine.

## Histoire
La société a été créée le 1er avril 2004.
Le 9 juillet 2007, la société Autobuses Santa Fe S.R.L. y Recreo S.R.L. - U.T.E. commence à exploiter le transport urbain de la ville de Villa Carlos Paz.
En 2008, Autobuses Santa Fe, avec Marina Rita Ceaglio et Nancy Tocci, acquiert la société Recreo S.R.L.. La même année, le 26 juillet, Recreo reprend les services de la société Pacú S.R.L., qui exploitait la ligne 13,. Cette même année, Autobuses Santa Fe et Recreo deviennent actionnaires de la société San Fernando Urbanos S.R.L., avec laquelle ils acquièrent des lignes 3 et 5 (précédemment exploitées par San Fernando Urbanos depuis 2005 sur une base précaire). Le nouveau contrat de concession avec San Fernando Urbanos S.R.L. entre en vigueur le 1er décembre 2008. Le même mois, Buses Mercedes est acquis.
En décembre 2008, Autobuses Santa Fe y Recreo et Inverbus commencent à opérer (par le biais d'Inverbus S.A. Y Otros - Unión Transitoria de Empresas) dans le transport en commun de San Miguel de Tucumán,,. En 2009, Inverbus se retire de l'U.T.E., changeant le nom en Autobuses Santa Fe S.R.L. y Otro - Unión Transitoria de Empresas.
En 2009, la société 7 de Marzo (qui était une filiale d'Autobuses Santa Fe), transfère 3 lignes de bus (5, 10 et 16) à une autre filiale, Recreo. Elle transfère également à l'entreprise ERSA Urbano (non liée à Autobuses Santa Fe) quatre autres lignes (1, 3, 9 et 15), du fait que 7 de Marzo était très endettée et qu'elle ne pouvait pas s'adapter aux conditions requises par une nouvelle ordonnance municipale réglementant le transport. La même année, Autobuses Santa Fe et Recreo S.R.L. sont devenues les actionnaires des entreprises Monte Cristo et Monte Malvi Bus,
Le 9 octobre 2009, Autobuses Santa Fe et la municipalité de la ville d'Ushuaia signent un contrat pour que l'entreprise assure le transport en commun à Ushuaia. L'entreprise commence à exploiter le service le 1er novembre.
En 2012, Autobuses Santa Fe acquiert l'entreprise Indalo S.A. du Grupo Indalo, qui a dû la vendre du fait que la loi sur les services de communication audiovisuelle interdit aux groupes de médias d'être concessionnaires de services publics,. La même année, Autobuses Santa Fe forme avec les entreprises ERSA, D.O.T.A. et Nuevos Rumbos une Union transitoire d'entreprises pour exploiter l'entreprise General Tomás Guido,, (qui avait déclaré faillite en mai de la même année),.
En novembre 2012, Autobuses Santa Fe et la municipalité de la ville de Santa Cruz de Caleta Olivia signent un accord créant un consortium coopératif entre la municipalité et l'entreprise sous le nom supposé d'Autobuses Caleta Olivia. Le consortium commence à fournir un service le 21 de ce même mois.
En 2013, l'entreprise commence à opérer dans le transport urbain de passagers dans la ville de Córdoba. À l'origine, elle assurait le service par le biais d'une U.T.E. avec ERSA Urbano, avec laquelle elle a exploité les lignes de l'entreprise T.A.M.S.E. entre septembre 2013 et mars 2014,, mois au cours duquel le nouveau système de transport est entré en vigueur et ERSA et Autobuses Santa Fe ont partagé les couloirs de TAMSE,. La même année, l'entreprise a acquis l'entreprise Línea Siete (d'Ensenada), malgré le refus de l'entreprise de Buenos Aires.
Le 24 août 2013, Autobuses Santa Fe commence à exploiter le Transporte Urbano de la ville de Santa Rosa, en remplacement de l'entreprise Plaza.
En janvier 2014, à la suite de la suppression de la concession de Transporte Carlos Paz S.R.L. pour le corridor Tanti - Cuesta Blanca, Autobuses Santa Fe et Sierra Bus (ce dernier ne souhaitant pas reprendre le service) se sont vu attribuer le service,. L'entreprise commence à assurer le service en février,.
Le 11 novembre 2015, on apprend la faillite de la société Línea Siete qui avait demandé à la municipalité de La Plata de transférer 3 lignes locales et plusieurs branches de ses lignes provinciales à des entreprises locales,,.
En 2020, l'entreprise décide de licencier 20 % de ses employés, qui s'ajoute à une grève de 10 jours.

## Galerie d'images

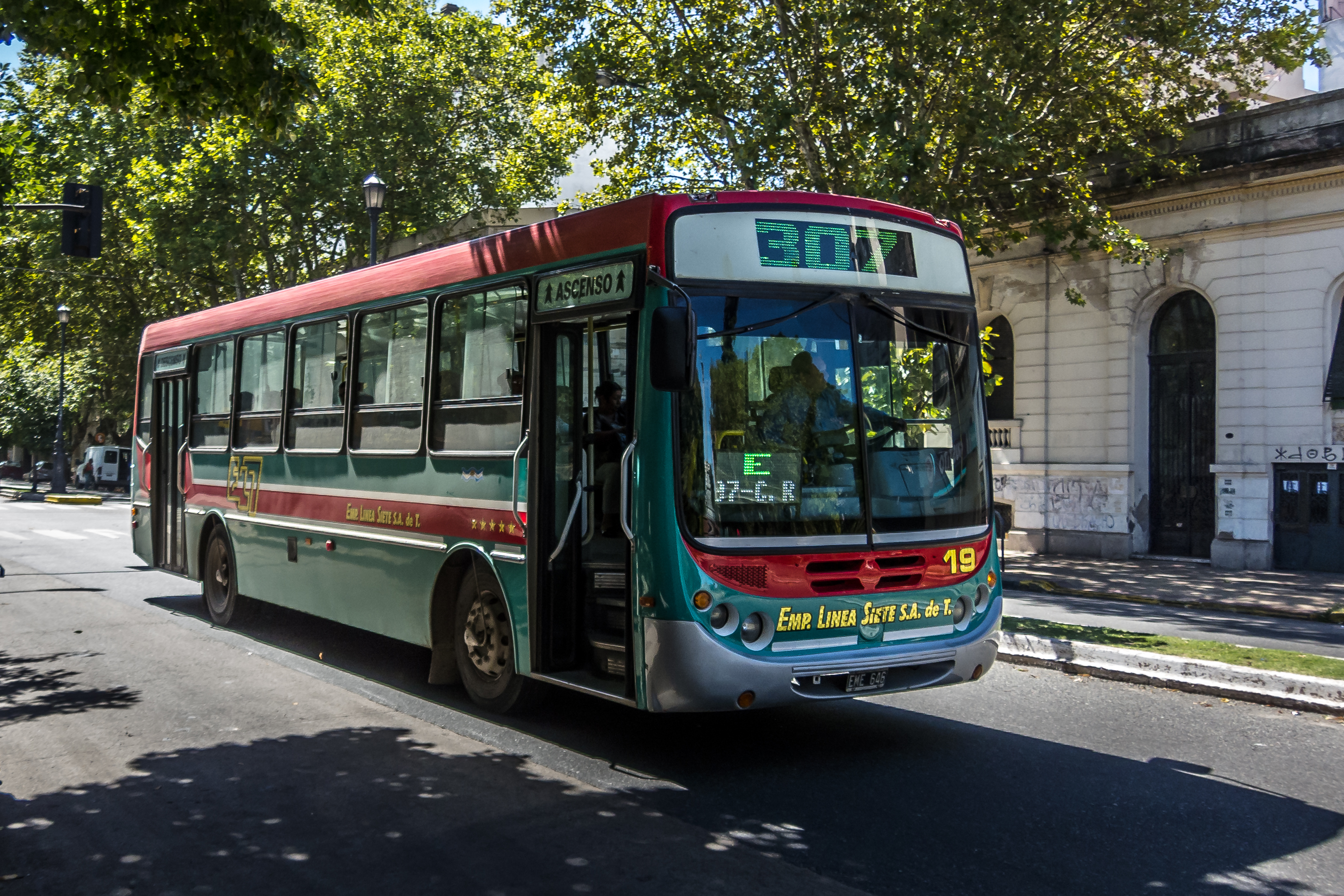
Ligne 307 (Empresa Línea Siete).
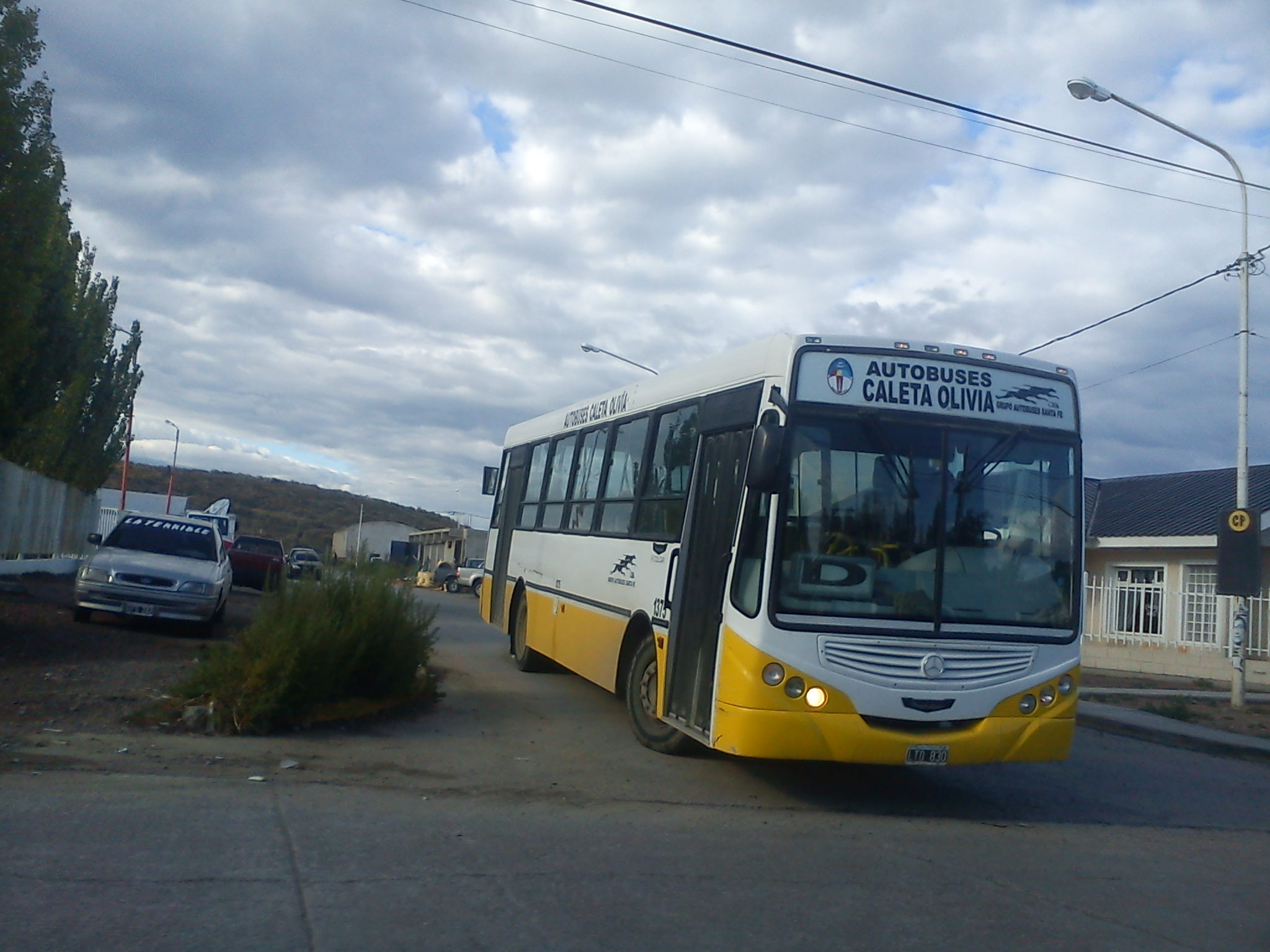
Ligne D (Autobuses Caleta Olivia).
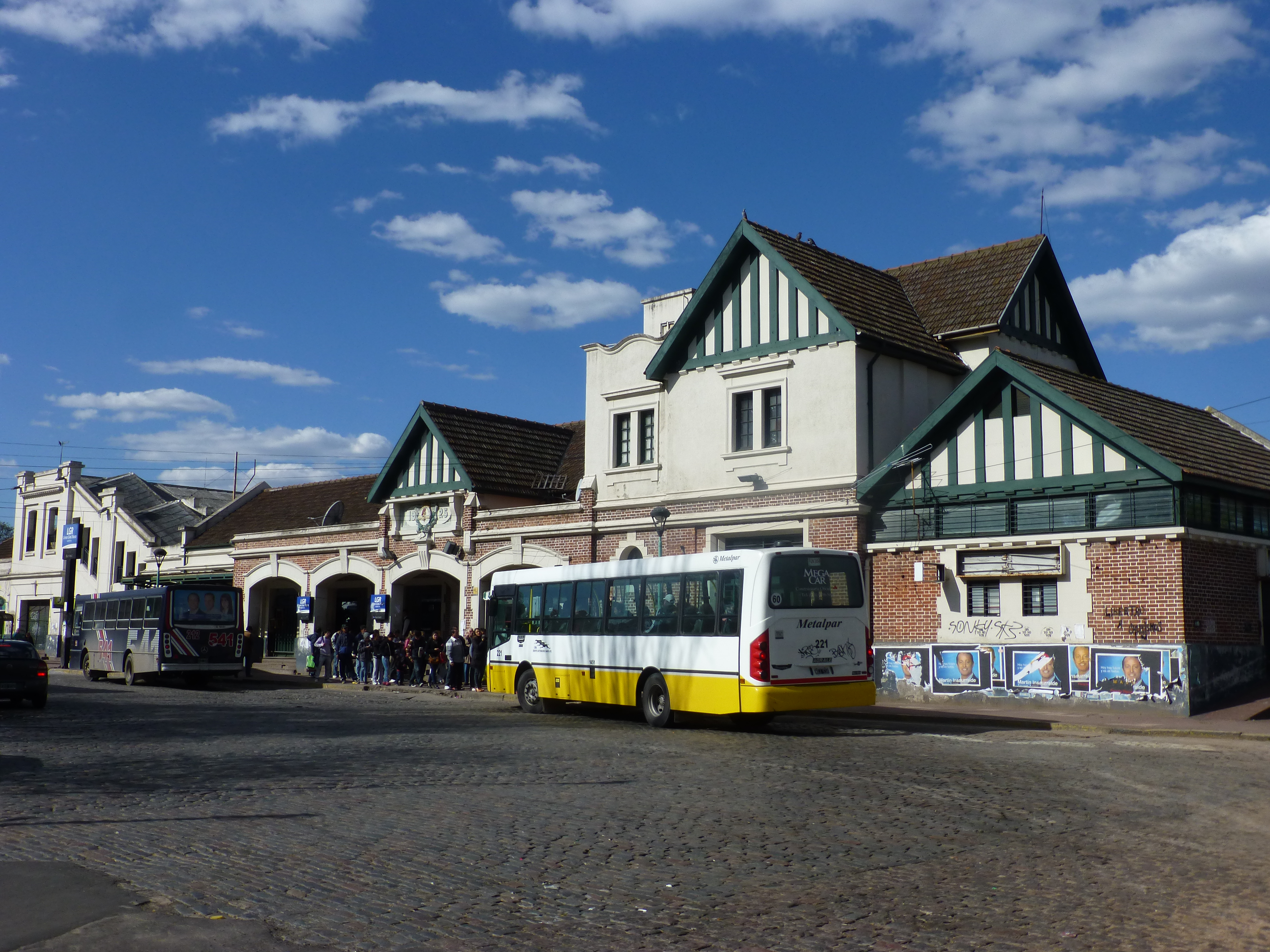
Ligne 552.